# Сумська районна рада
Сумська районна рада - орган місцевого самоврядування Сумського району Сумської області з центром у місті Суми.

## Склад ради
До складу Сумської районної ради входять 54 депутати від 5 партій  :
- від Сумської обласної організації політичної партії "Слуга народу"  - 14 депутатів
- від Сумської регіональної організації політичної партії "Опозиційна платформа - за життя"  - 11 депутатів
- від Сумської обласної організації Всеукраїнське об"єднання "Батьківщина"  - 10
- від Сумської територіальної організації Політичної партії "Європейська Солідарність"  - 10 депутатів
- від Сумської обласної організації політичної партії "Сила і Честь"  - 5 депутатів
- від Сумської обласної організації політичної партії "За майбутнє"  - 4 депутати

## Керівництво ради
Голова Сумської районної ради - Химич Віктор Васильович